# Pegah Ferydoni
Pegah Ferydoni (født 25. juni 1983 i Teheran, Iran) er en tysk skuespiller af iransk herkomst. Hun kendes bl.a. fra tv-serien Türkisch für Anfänger.

## Udvalgt filmografi

### Dokumentarer
- 2013: Wagnerwahn[1]
- 2013: Frauen, die Geschichte machten – Kleopatra: Mit Macht und Eros

### Fjernsynsudsendelser
- 2011–2013: zdf.kulturpalast – Vært
- 2017: Kulturpalast (tidligere zdf.kulturpalast) – Vikarierende vært

### Tv-serier
- 2003: Großstadtrevier – Jagd auf Selay
- 2004: Der letzte Zeuge – Das Rad des Lebens
- 2004: SOKO 5113 – Tango Mortale
- 2005: König von Kreuzberg – Der Eheversprecher
- 2006–2008: Türkisch für Anfänger
- 2005: Typisch Sophie
- 2005: Der letzte Zeuge – Das Rad des Lebens
- 2006: Kommissarin Lucas – Skizze einer Toten
- 2006: Sperling – Der Falke
- 2006: Tatort – Liebe am Nachmittag
- 2006: SOKO Köln – Die Braut trägt Rot
- 2006: Die Anwälte – Selbstjustiz
- 2007: Der Kriminalist – Abwärts
- 2008: Doctor’s Diary – Frauen auf dem Ärzteball
- 2009: Tatort – Baum der Erlösung
- 2009: Ein Fall für zwei – Die Senkrechtstarter
- 2012: Der Cop und der Snob – Unter die Haube gekommen
- 2013: Letzte Spur Berlin – Familienehre
- 2015: Der Lack ist ab – #cannabis
- 2016: Nachtschicht – Der letzte Job
- 2016: Helen Dorn – Gefahr im Verzug
- 2016: Sibel & Max – Komm zurück!
- 2017: Mordkommission Istanbul – Der verlorene Sohn

### Fjernsynsfilm
- 2004: Folge der Feder
- 2006: Peer Gynt
- 2007: Freiwild. Ein Würzburg-Krimi
- 2008: Sklaven und Herren
- 2008: Wenn wir uns begegnen
- 2009: Der verlorene Sohn
- 2010: Bella Vita
- 2012: Bella Australia
- 2012: Mit geradem Rücken
- 2017: Tödliche Geheimnisse – Jagd in Kapstadt
- 2017: Fluss des Lebens – Geboren am Ganges

### Biograffilm
- 2003: Skifahren unter Wasser
- 2004: Folge der Feder!
- 2009: Women Without Men
- 2009: Zweiohrküken
- 2010: Ayla
- 2011: Hexe Lilli – Die Reise nach Mandolan
- 2012: Türkisch für Anfänger
- 2013: 300 Worte Deutsch
- 2016: Hey Bunny

### Netflix
- 2020: Isi & Ossi